# Ајрон Маунтин Лејк (Мисури)
Ајрон Маунтин Лејк (енгл. Iron Mountain Lake) град је у америчкој савезној држави Мисури.

## Демографија
По попису из 2010. године број становника је 737, што је 44 (6,3%) становника више него 2000. године.
| Група             | 2000.       | 2010.       |
| Белци             | 658 (94,9%) | 699 (94,8%) |
| Афроамериканци    | 0 (0,0%)    | 0 (0,0%)    |
| Азијати           | 1 (0,1%)    | 1 (0,1%)    |
| Хиспаноамериканци | 23 (3,3%)   | 14 (1,9%)   |
| Укупно            | 693         | 737         |